# کاملیا زاهور
کاملیا زاهور (اوکراینی: Камалія Захур؛ زادهٔ ۱۸ مهٔ ۱۹۷۷) یک موسیقی‌دان اهل اوکراین است.